# Marta Gastini
Marta Gastini (ur. 2 października 1989 w Alessandrii) – włoska aktorka.

## Filmografia
- 2009: Il Bene e il male  jako Sara
- 2009: L'uomo che cavalcava nel buio  jako Serena
- 2009: Io e Marilyn jako Martina
- 2011: Prawdziwa historia rodu Borgiów jako Guilia Farnese
- 2011: Rytuał jako Rosaria
- 2012: Dracula 3D jako Mina Harker
- 2014: Grand Hotel jako Anita